# أندريس مونتويا
أندريس مونتويا (بالإنجليزية: Andrés Montoya)‏ هو شاعر أمريكي، ولد في 18 مايو 1968، وتوفي في 26 مايو 1999.